# بخش گوساس
بخش گوساس (به لاتین: Gossas Department) یک منطقهٔ مسکونی در سنگال است که در Fatick واقع شده‌است. بخش گوساس ۱٬۰۸۰ کیلومتر مربع مساحت و ۹۵٬۷۱۵ نفر جمعیت دارد.